# Kantongerecht Beetsterzwaag
Het kantongerecht Beetsterzwaag was van 1838 tot 2002 een van de kantongerechten in Nederland. Nadien is het gebouw nog tot 2007 gebruikt als zittingsruimte voor de sector kanton van de rechtbank Leeuwarden. Het gebouw kwam gereed in 1923 en is een rijksmonument.

## Het kanton

### 1838-1877
De kantongerechten werden ingesteld in 1838 als opvolger van de Vrederechter. Bij de oprichting was Beetsterzwaag het tweede kanton van het arrondissement Heerenveen. Her rechtsgebied bestond uit de gemeenten Opsterland en Smallingerland. Het was een kantongerecht der 3de klasse.

### 1877-2007
Bij de eerste grote herindeling van rechtsgebieden in 1877 werd Beetsterzwaag uitgebreid met de gemeente Ooststellingwerf dat tot het opgeheven kanton Oldeberkoop had behoord. In 1923 werd het arrondissement Heerenveen opgeheven en gevoegd bij het arrondissement Leeuwarden. De sluiting van Heerenveen was een voorbode van de tweede grote herindeling in 1933. Bij die operatie verdwenen in de provincie Friesland maar liefst vijf van de negen nog bestaande kantongerechten. In verschillende voorstellen was sprake van het sluiten van Beetsterzwaag ten gunste van Bergum, maar uiteindelijk kwam Beetsterzwaag ongeschonden uit de bezuinigingsoperatie.
Terwijl ook na 1933 nog meerdere kantongerechten werden opgeheven bestond Beetsterzwaag nog toen het kantongerecht als zelfstandig gerecht in 2002 werd afgeschaft. In 2007 werd het gebouw uiteindelijk toch gesloten. De kosten om het gebouw aan te passen wogen niet op tegen het beperkte aantal zaken dat nog in Beetsterzwaag werd behandeld.

## Het gebouw
Het gerechtsgebouw is een ontwerp van de toenmalige rijksbouwmeester der justitiegebouwen Simon Wijn. Het kwam gereed in 1923 en bood toen ook onderdak aan de ontvanger der registratie. Het ontwerp is verwant aan de Um 1800-stijl. Het gebouw bestaat uit twee bouwlagen met een overstekend samengesteld dak met zwarte geglazuurde pannen. Aan de achterzijde bevindt zich een dienstruimte welke oorspronkelijk gebouwd is als conciërgewoning.